# Thevenotia

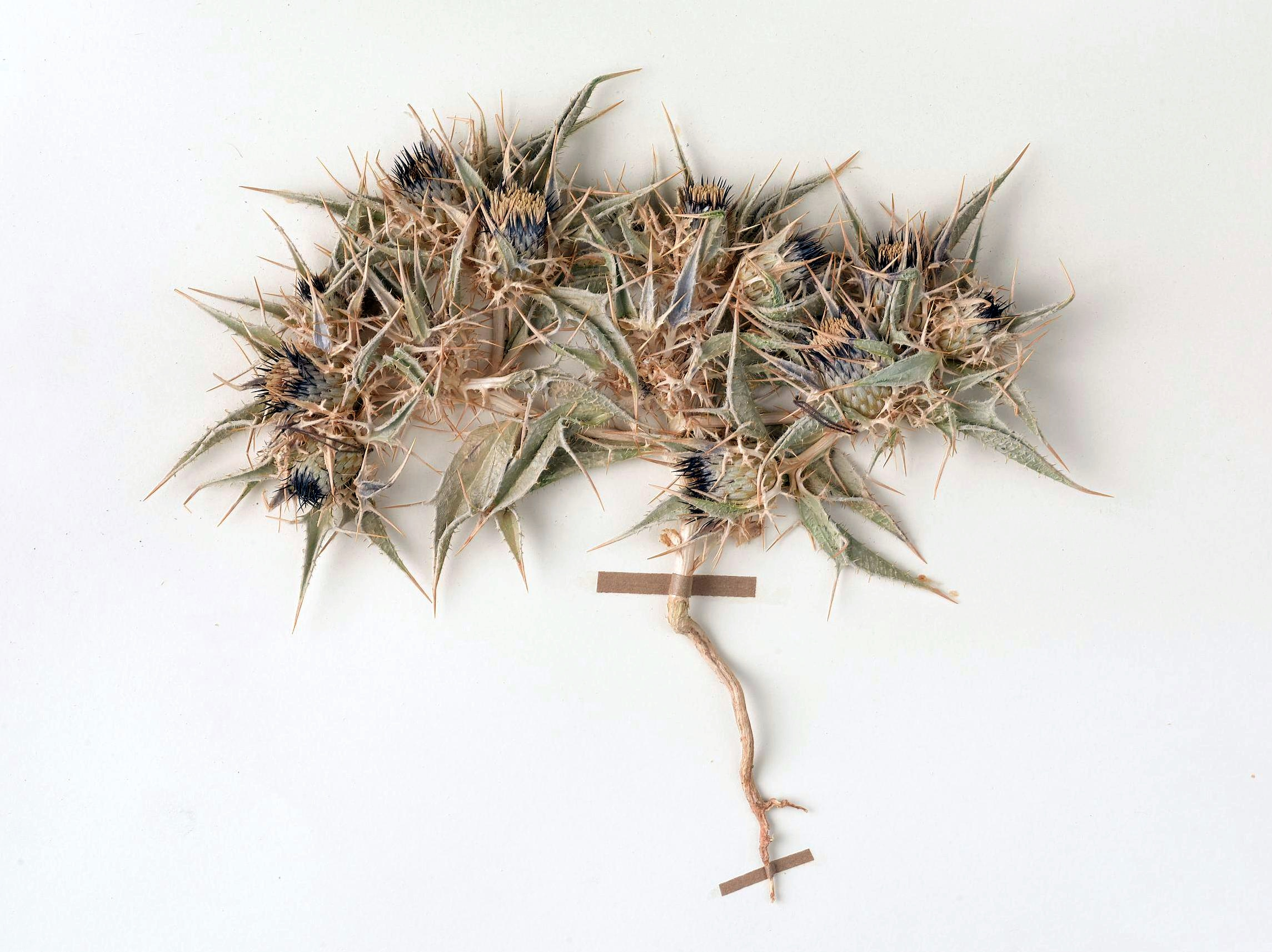
Thevenotia scabra

Thevenotia es un género de plantas con flores perteneciente a la familia Asteraceae. Comprende 2 especies descritas y  aceptadas.

## Descripción
Los capítulos agrupan flores flosculosas homógamas hermafroditas. El involucro es de forma ovalada con brácteas multiseriadas imbricadas: las exteriores foliáceas parecidas a las hojas, o sea lanceoladas con unas cuantas (3-4) finas espinas laterales y una apical; las interiores sin espinas marginales pero con una larga espina apical; las más interiores son mucho más largas y de morfología similar. El receptáculo es plano con páleas laceradas, y los flósculos tienen lóbulos largos y agudos. Los frutos son cipselas densamente sericeas con un vilano uniseriado de pelos plumosos.

## Distribución
El género es nativo de Persia (Irán y Afganistán) y zonas limítrofes (Kazajistán, Kirguistán y Uzbekistán).

## Taxonomía
El género fue descrito por Augustin Pyrame de Candolle y publicado en Archives de Botanique, 2, p. 331, 1833
EtimologíaGénero dedicado a Jean de Thévenot, viajero francés del siglo XVII, que visitó Oriente y Persia.

## Especies
- Thevenotia persica DC., Prodr., 6, p. 551, 1938; et in Deless., Ic. Sel., IV., t. 72, 1839 (= Atractylis persica Boiss., 1846)
- Thevenotia scabra (Boiss.) Boiss., Fl. Orient., 3, p. 455, 1875